# جزأحفورة

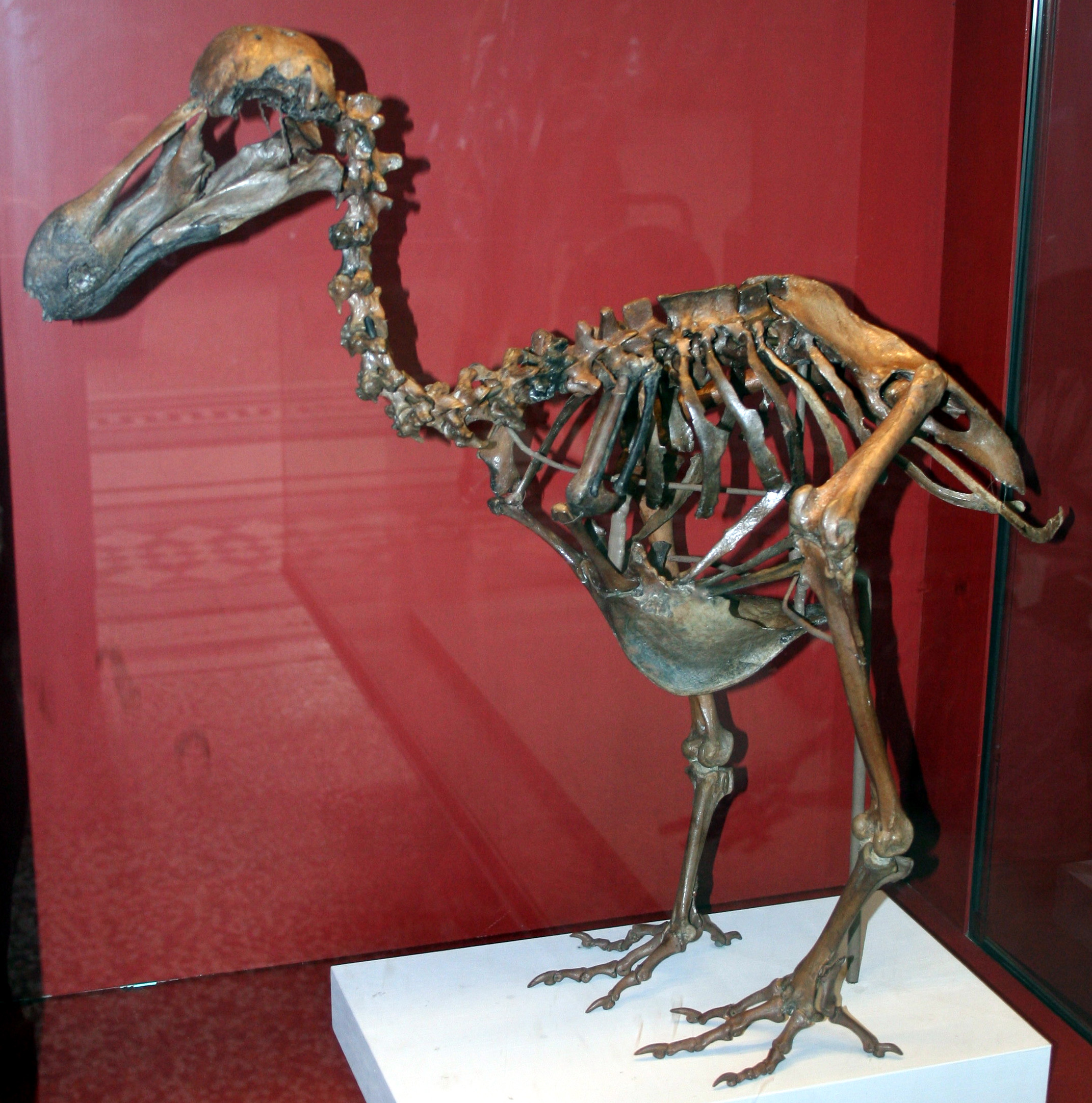
جُزأُحفورة لهيكل عظمي لطائر الدودو

جُزأُحفورة أو تحت أحفورة أو المتحفرات جزئياً، هو جزء من كائن ميت تحفر جزئياً بدل أن يتحفر كلياً ليصبح أحفورة. قد يكون سبب التحفر الجزئي عدم مرور الوقت الكافي منذ موت الكائن لكي يتحفر كلياً، أو لأن الظروف التي ترسبت فيها بقاياه لم تكن مثالية للتحفر.
البقايا غير المتحفرة أو المتحفرة جزئياً يمكن أن تشمل العظام أو الهياكل الخارجية أو الأعشاش أو طبعات الجلد أو الرواسب البرازية (الكوبروليت). غالبًا ما توجد جزأحفورات الفقاريات في الكهوف أو الملاجئ الأخرى، حيث تحفظ البقايا لآلاف السنين. يمكن أن توجد الجزأحفورات أيضًا في البيئات المترسبة، مثل رواسب البحيرات، والرواسب المحيطية، والتربة. بمجرد الترسب، فإن عوامل التجوية الفيزيائية والكيميائية قد تؤثر في جودة وحالة الحفظ، ويمكن أيضًا أن تقوم الكائنات الحية بإلتهام الجزأحفورات الصغيرة. الجزأحفورات المنتمية لحقبة الحياة الوسطى نادرة بشكل استثنائي، وعادة ما تكون في حالة متقدمة من التحلل والتنخر، وبالتالي فإنها في محل جدل حتى الآن. النسبة العظمى من المواد الجزأحفورية تأتي من رواسب العصر الرباعي، وأمثلة هذه المواد الجزأحفورية: كبسولات رأس الهاموشيات، وذبل الصدفيات، و الدياتومات، والمثقبات.

## تطبيق خاص للمصطلح على أصداف الرخويات

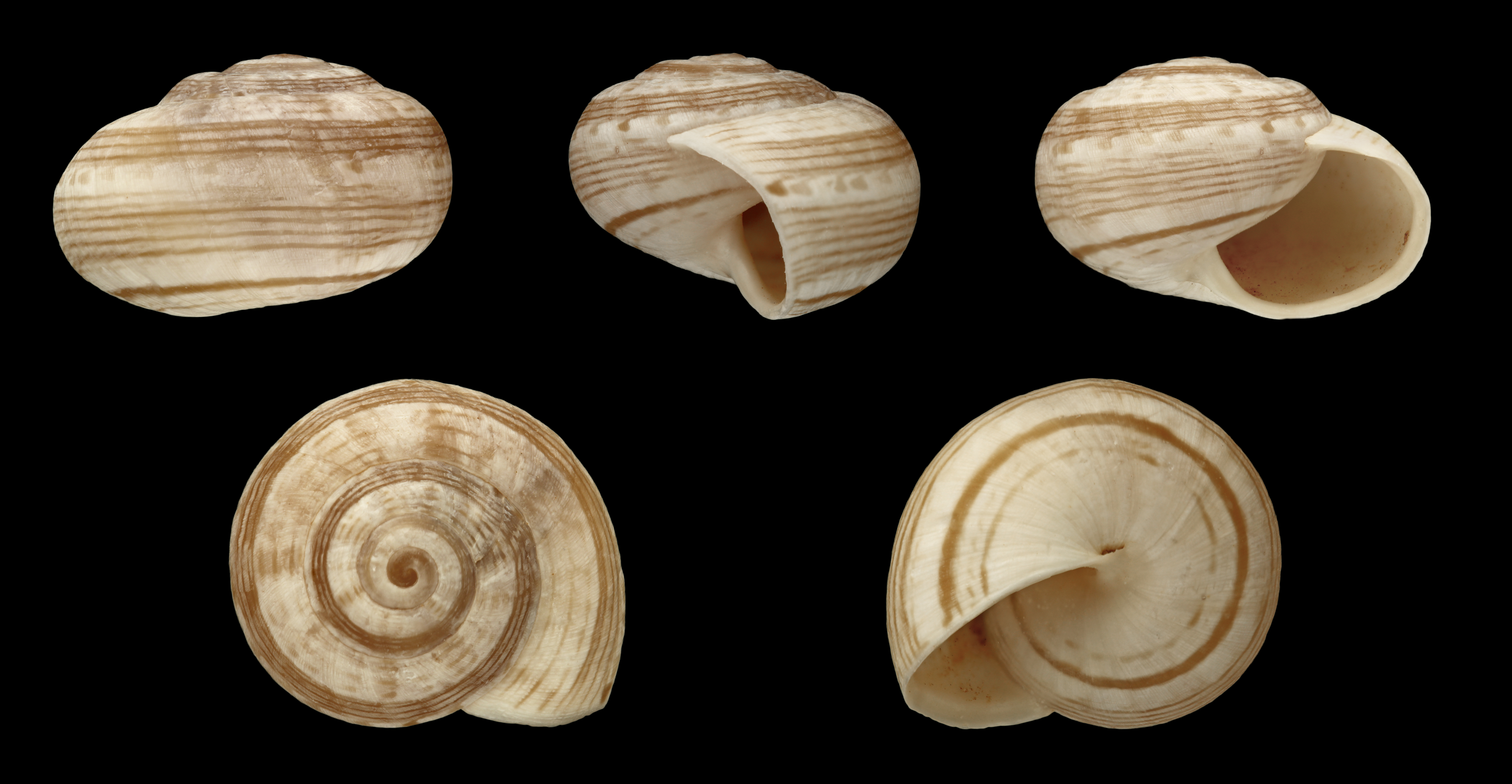
جزأحفورة من الحلزونيات

بالنسبة لبعض البقايا، مثل أصداف الرخويات، التي لا يتغير تركيبها الكيميائي أحياناً على مر العصور الجيولوجية، وقد تحافظ على بعض خصائصها الأصلية كالعلامات اللونية لملايين السنوات، فإن مصطلح "جزأحفورة" يطبق فقط على الأصداف التي يعرف أن عمرها بضع آلافٍ من السنوات فقط، لكنها من عصر الهولوسين، وبالتالي فهي ليست معمرة بما يكفي لتكون من عصر البليستوسين. [بحاجة لمصدر]

## أهميتها في علم الأحافير
تكمن الأهمية الرئيسية لجُزأُحفورات الفقاريات (مقابل الأحافير المتحفرة كلياً) بأنها تحتوي على مواد عضوية، مما يسمح باستخدامها للتأريخ بالكربون المشع أو استخراج تسلسل حمضها النووي أو تسلسل بروتيناتها أو جزيئاتها الحيوية الأخرى. بالإضافة إلى ذلك، يمكن أن توفر نسب النظائر معلومات حول الظروف البيئية التي عاشت في كنفها تلك الحيوانات المنقرضة. الجُزأُحفورات مفيدة لدراسة التاريخ التطوري للبيئة ويمكن أن تكون مهمة لدراسات علم المناخ القديم.